# Дженніфер Еспозіто
Дженніфер Еспозіто (англ. Jennifer Esposito; нар. 11 квітня 1973) — американська акторка, співачка, танцюристка й кінорежисерка італійського походження.

## Ранні роки
Народилася в Брукліні. Її мати — дизайнерка, батько працював консультантом з продажу комп'ютерів, потім музичним продюсером. Навчалася в школі Святої Терези і в католицькій школі Мура на Стейтен-Айленді. Займалася в акторській студії в Нью-Йорку, підробляла офіціанткою.

## Кар'єра
У 1995 році першою акторською роботою Еспозіто стала епізодична роль в мильній опері каналу АВС «Місто», після чого акторка стала епізодично зніматися в серіалах і незалежних фільмах. Популярність прийшла до неї після ролі Стейсі Патерно, секретарки мера в комедійному серіалі «Спін-Сіті», в якому вона почала зніматися в 1997 році. Еспозіто активно брала участь разом з сценаристами серіалу в розробці образу своєї персонажки, але через півтора року покинула проєкт заради зйомок у великому кіно. До цього часу вона встигла зіграти барвумен у фільмі жахів «Я все ще знаю, що ви зробили минулого літа» і співачку Рубі у фільмі Спайка Лі «Криваве літо Сема».
На початку 2000-х років Еспозіто багато знімалася в кіно, в основному в ролях другого плану. 2004 року вона втілила дівчину поліцейського, героя Дона Чідла, у фільмі «Зіткнення», удостоєного премії «Оскар». З 2005 по 2006 роки Еспозіто виконувала одну з провідних ролей у серіалі «Пов'язані» про чотирьох сестер, що живуть у Брукліні. Серіал не був продовжений на другий сезон. З 2007 по 2009 роки Еспозіто знімалася в комедійному серіалі «Хто така Саманта?», де грала роль найкращої подруги Саманти, героїні Христини Епплгейт.
У 2010 році отримала роль детективки Джекі Куратоли в поліцейському серіалі «Блакитна кров».
На початку зйомок третього сезону шоу у 2012 році Еспозіто була діагностована целіакія. Коли акторка сказала про свою проблему керівництву каналу CBS, вони вирішили відправити її у безстрокову відпустку від зйомок у серіалі з неможливістю за контрактом працювати в інших проєктах. Раніше вона зомліла на зйомках і попросила у продюсерів дозволити їй відпочити тиждень, однак вони не повірили в реальність її хвороби. 21 жовтня 2012 року вона звинуватила канал у «ганебній поведінці», коли вони не дозволили їй повернутися на зйомки, і покинула проєкт. Вона почала готувати позов до суду на канал, а 26 жовтня ситуація загострилася до межі, коли Еспозіто звинуватила канал у расизмі.
У 2014 році Еспозіто знялася в серіалі «Таксі: Південний Бруклін», який проіснував недовго. У 2015 році вона приєдналася до третього сезону серіалу «Коханки».

## Особисте життя
У 2006—2007 роках Еспозіто була одружена з актором Бредлі Купером.
16 листопада 2014 року Еспозіто одружилася з моделлю Луї Даулером.

## Фільмографія
| Рік       |    | Українська назва                        | Оригінальна назва                     | Роль                                         |
| --------- | -- | --------------------------------------- | ------------------------------------- | -------------------------------------------- |
| 2019—2020 | с  | Хлопаки                                 | The Boys                              | Сьюзен Рейнор (Рейнер) (6 епізодів)          |
| 2020      | с  |                                         | Awkwafina Is Nora from Queens         | Бренда (5 епізодів)                          |
| 2019      | ф  | Місто гангстерів                        | Mob Town                              | Наталі Пассатіно                             |
| 2019      | ф  | Прокляття «Мері»                        | Mary                                  | Детектив Лідія Кларксон                      |
| 2000—2019 | с  | Закон і порядок: Спеціальний корпус     | Law & Order: Special Victims Unit     | Сара Логан / сержант Фібі Бейкер (2 епізоди) |
| 2018      | ф  | Швидкість убиває                        | Speed Kills                           | Кетрін Аронофф                               |
| 2018      | с  | Сліпа зона                              | Blindspot                             | Ліннетт Бельмонт (2 епізоди)                 |
| 2016—2017 | с  | Морська поліція                         | NCIS                                  | Алекс Квінн (24 епізоди)                     |
| 2015—2017 | с  | Коханці                                 | The Affair                            | Ніна Солловей (6 епізодів)                   |
| 2016      | с  | Таксі 22                                | Taxi 22                               | Сера (пілотний епізод)                       |
| 2015      | с  | Коханки (Господині)                     | Mistresses                            | Каліста Рейнс (13 епізодів)                  |
| 2014      | ф  | Міс Переполох                           | She's Funny That Way                  | Марджі                                       |
| 2014      | с  | Таксі: Бруклін                          | Taxi Brooklyn                         | Д-р Моніка Пенья (12 епізодів)               |
| 2010—2012 | с  | Блакитна кров                           | Blue Bloods                           | Джекі Куратола (46 епізодів)                 |
| 2012      | ф  | Порушуючи правила                       | Bending the Rules                     | Гарсіа                                       |
| 2011—2012 | с  | Луні Тюнз шоу                           | The Looney Tunes Show                 | Качка Тіна Руссо (голос, 5 епізодів)         |
| 2011      | ф  | Мамусі                                  | Mamitas                               | Пані Руїз                                    |
| 2010      | с  | Милосердя                               | Mercy                                 | Джулз Фатторе (3 епізоди)                    |
| 2010      | тф | Список побажань                         | The Wish List                         | Сара Фішер                                   |
| 2009      | кф |                                         | The Broadroom                         | Роан                                         |
| 2009      | с  |                                         | The Broadroom                         |                                              |
| 2007—2009 | с  |                                         | Samantha Who?                         | Андреа Белладонна (35 епізодів)              |
| 2009      | ф  |                                         | Four Single Fathers                   | Сюзанна                                      |
| 2008      | ф  | Вечірка                                 | American Crude                        | Карлос                                       |
| 2008      | ф  | Конспірація                             | Conspiracy                            | Джоанна                                      |
| 2007      | с  |                                         | Rescue Me                             | Нона (5 епізодів)                            |
| 2006      | кф |                                         | More, Patience                        | Пацієнтка Мур                                |
| 1996—2006 | с  | Закон і порядок                         | Law & Order                           | Джина Туччі / Джустін Бейлі (2 епізоди)      |
| 2005—2006 | с  |                                         | Related                               | Джинні Сореллі (19 епізодів)                 |
| 2005      | тф | Снігове диво                            | Snow Wonder                           | Пілар                                        |
| 2005      | ф  |                                         | Jesus, Mary and Joey                  | Френкі Вітелло                               |
| 2005      | ф  |                                         | Courts mais GAY: Tome 9               | Мішель (segment "Juste une fois")            |
| 2004—2005 | с  |                                         | Judging Amy                           | Крістал (Луенн Тернер) (8 епізодів)          |
| 2004      | ф  | Нью-йоркське таксі                      | Taxi                                  | Л-нт Марта Роббінс                           |
| 2004      | ф  | Зіткнення                               | Crash                                 | Рія                                          |
| 2004      | ф  | Усупереч усім правилам                  | Breakin' All the Rules                | Ріта Монро                                   |
| 2003      | кф |                                         | Destino                               | Ребека Драммонд (голос)                      |
| 2003      | тф |                                         | Partners and Crime                    |                                              |
| 2002      | с  |                                         | Hack                                  | Еббі (1 епізод)                              |
| 2002      | ф  | Майстер маскування                      | The Master of Disguise                | Дженіфер Бейкер                              |
| 2002      | ф  | Ласкаво просимо до Коллінвуду           | Welcome to Collinwood                 | Кармела                                      |
| 2001      | ф  |                                         | Beyond the City Limits                | Гелена Торетті                               |
| 2001      | в  |                                         | Backflash                             | Гарлі (Олів Ді Клінтакер)                    |
| 2001      | ф  | Не говори ані слова                     | Don't Say a Word                      | Сандра Кессиді                               |
| 2001      | ф  | Справу зроблено (Зроблено!)             | Made                                  | Дівчина в клубі                              |
| 2001      | ф  | Пропозиція                              | The Proposal                          | Сьюзен Різ                                   |
| 2000      | ф  | Дракула 2000                            | Dracula 2000                          | Соліна                                       |
| 2000      | ф  |                                         | Boys Life 3                           | Мішель (розділ "Just One Time")              |
| 1999      | ф  | Холостяк                                | The Bachelor                          | Дафна                                        |
| 1997—1999 | с  | Спін-Сіті                               | Spin City                             | Стейсі Патерно (47 епізодів)                 |
| 1999      | ф  | Літо Сема (Криваве літо Сема)           | Summer of Sam                         | Рубі                                         |
| 1998      | ф  | Я досі знаю, що ви скоїли минулого літа | I Still Know What You Did Last Summer | Ненсі                                        |
| 1998      | ф  |                                         | Just One Time                         | Мішель                                       |
| 1998      | ф  | Задвірки                                | Side Streets                          | Джессіка                                     |
| 1998      | кф |                                         | Just One Time                         | Мішель                                       |
| 1998      | ф  | Чарлі Гобокен                           | Charlie Hoboken                       | Дівчина в церкві                             |
| 1998      | с  |                                         | New York Undercover                   | Джина Стоун (3 епізоди)                      |
| 1998      | ф  | Його гра                                | He Got Game                           | Пані Янус                                    |
| 1998      | ф  | Не озирайся                             | No Looking Back                       | Тереза                                       |
| 1998      | ф  |                                         | A Brooklyn State of Mind              | Донна Дельгроссо                             |
| 1997      | с  |                                         | Prince Street                         | 1 епізод                                     |
| 1997      | ф  | Поцілуй мене, Гвідо                     | Kiss Me, Guido                        | Деббі                                        |
| 1997      | ф  | Поцілунок брата                         | A Brother's Kiss                      | Люсі                                         |
| 1997      | с  | Федерали                                | Feds                                  | Фло (1 епізод)                               |
| 1996      | тф | Сонячні хлопчики                        | The Sunshine Boys                     | Джині                                        |
| 1995      | с  | Місто                                   | The City                              | Конні Солейто                                |